# Strövkåren
Aaröes Strövkår, Aarøes Strejfkorps, var ett löst sammansatt förband under ledning av kapten Bendt Christian Magens Aaröe som medverkade i dansk-tyska kriget 1864.
Förbandet bestod till stor del av frivilliga ifrån de skandinaviska länderna. Bland annat den svenska löjtnanten Hugo Raab som var chef för ett av kompanierna i förbandet.